# Wevelgem
Wevelgem è un comune belga di 31 063 abitanti, situato nella provincia fiamminga delle Fiandre Occidentali.